# کویول‌حصار
کویول‌حصار (به ترکی استانبولی: Koyulhisar، به کردی: Qolhîsar، به زازاکی: Mışaz) یک منطقهٔ مسکونی در ترکیه است که در استان سیواس واقع شده‌است. کویول‌حصار ۹۷۰ متر بالاتر از سطح دریا واقع شده‌است.